# Antoni Marimon i Riutort
Antoni Marimon Riutort (Son Sardina, Palma, Illes Balears, 1965) és un historiador mallorquí especialitzat en història contemporània.
Marimon es llicencià en Història a la Universitat de les Illes Balears (UIB) l'any 1988 i s'hi doctorà el 1993 amb la tesi Les repercussions de les guerres de Cuba i de les Filipines dirigida per Sebastià Serra. S'incorporà com a professor ajudant d'història contemporània a la Universitat de les Illes Balears (UIB) el 1996 per cursar l'assignatura d'història contemporània d'Amèrica. És professor titular des de l'any 2000 en aquesta mateixa universitat, a més de catedràtic des de l'any 2025.
Marimon va ser secretari (1999-2008) i subdirector (2013-2016) del Departament de Ciències històriques i Teoria de les Arts, així com vicedegà d'Història a la Facultat de Filosofia i Lletres (2011-2012). Fou redactor de la Gran Enciclopèdia de Mallorca (1988-1996). A més, fou president de la Fundació Emili Darder (2001-2016), també durant la col·laboració de la fundació esmentada i Ateneu Pere Mascaró formant la coneguda com aFundacions Darder-Mascaró. És l'investigador principal del Grup d’Estudis de la Cultura, la Societat i la Política al Món Contemporani, les investigacions del qual se centren en la política i la cultura en les èpoques de la Restauració borbònica, la Transició democràtica i l'Autonomia, amb incursions en la història d'Amèrica, posant èmfasi en els processos migratoris i els conflictes colonials, i en el franquisme. A més, Marimon és el director del Centre d’Estudis i Documentació Contemporània (CEDOC) des de l'any 2023. Juntament amb això, ha estat director de les revistes culturals Lluc (2000-2003) i Llegir (2003-2005). És el principal assessor tècnic de la col·lecció de còmics històrics publicada per Dolmen Editorial, Balears Abans i ara.
Antoni Marimon ha publicat nombrosos articles en català, castellà, francès i anglés a revistes especialitzades i capítols de llibre, així com diversos llibres en solitari. Entre aquests darrers es poden destacar La política colonial d’Antoni Maura (1994) i La crisi de 1898 (1997), Entre la realitat i la utopia. Història del PSM (2000), Guerrers, corsaris, soldats i detectius (2005) i D’Alger a sa Granja d’Esporles passant per Amèrica. Semblança biogràfica de Cristòfol Seguí Colom (2011) i és coautor de la Història contemporània d’Amèrica (2000). Ha col·laborat amb diversos mitjans de comunicació, com El Mirall, El Temps, Diari de Balears i IB3 Televisió. Entre d’altres obres, ha coordinat la Història de Mallorca, vol III (1998), Història de Balears, vol III (2004), així com l’Atles d’Història de Mallorca (2005), Diccionari de Partits Polítics (2012) amb Sebastià Serra, Mallorca davant el centralisme (1715-2015) (2018) i L’associacionisme a les Illes Balears (1976-2019), amb Arnau Company (2023). Els seus darrers llibres són El triomf de Joan March. Les eleccions a Corts d’abril de 1923 (2019) i D’Astèrix a Tintín. La difusió del còmic francobelga a través de l'Editorial Bruguera (1967-1986) (2021). Així mateix, ha coordinat els volums Verguisme, anarquisme i espanyolisme. Noves recerques sobre el s. XX a Mallorca (1997).
Antoni Marimon fou guardonat el premi Ferran Soldevila de biografies, memòries i estudis històrics l'any 1993. A més, també va rebre  l'any 1994 amb el premi Bartomeu Rosselló-Pòrcel dels premis 31 de Desembre de l'Obra Cultural Balear (OCB).